# 北越学館
北越学館（ほくえつがっかん）は、明治時代前期に新潟に存在した、新潟県最初のキリスト教主義の私立男子学校である。1887年設立、1893年廃校。

## 沿革
1885年（明治18年）に阿部欽次郎が開校した私立新潟英学校が母体になっている。新潟第一基督教会牧師だった成瀬仁蔵とアメリカン・ボード宣教師のドリマス・スカッダーが同校をキリスト教主義の学校に転換するよう阿部を説得し、1887年（明治20年）、同校を発展させる形で新潟学校町に、英語とキリスト教教育を主軸とした北越学館が新たに設立された。学校と生徒を提供した阿部が幹事に、１万坪の用地を提供した自由党のクリスチャン政治家・加藤勝弥が館長に就任した。発起人には成瀬、阿部、加藤のほかに、松田国太郎（地元資産家のクリスチャン）、坂口仁一郎、斎藤捨蔵（新潟県議会議員）、市島謙吉、佐瀬精一（のち新潟日日新聞社長）、鈴木昌司、萩野左門、桑原重正、松村文次郎が名を連ねた。組織規約に、教頭はキリスト教徒であることという条項があり、米国留学中の内村鑑三に依頼したが断られたため、暫定的に館長の加藤が兼任した。
1888年（明治21年）にはアメリカ合衆国より帰国した内村鑑三が新島襄の説得により教頭就任を受け赴任したが、教会の紐付きを嫌う内村と成瀬ら学校幹部が対立し、「仮教頭」という立場での就任となった。その後も対立は続き、就任直後北越学館事件といわれる学校内紛争が起こり、成瀬、阿部は発起人を辞任、内村も就任後わずか4ヶ月で辞職した。
後任には、松村介石が赴任した。松村はクリスチャンだが学内の大改革に乗り出し、キリスト教主義による従来の校則を全廃し、礼拝祈祷等の宗教活動を取りやめ、喫煙・飲酒を認め、寄宿舎の門限も廃止し、「知育」「徳育」「体育」を三本の柱に、生徒を質実剛健に教育した。1890年、アメリカンボード宣教団の方針転換により英語教育を担っていた宣教師たちは新潟を去った。
1891年（明治24年）の中学校令の一部改正に伴い、新潟県に県立新潟中学校が設立されると北越学館は生徒数が減少し、不振に陥った。1892年（明治25年）には規模を縮小し北越学院に改編した。1893年（明治26年）、生徒数減少のために閉校した。

## 阿部欽次郎
創立時の中心人物である阿部欽次郎は、官立新潟英学校で宣教師サミュエル・ロビンス・ブラウンに学び、1870年にブラウンが横浜に退去の際に真木重遠らとともに付き従い、工部大学校に入学したが、病気のため中退して帰郷、1885年に私立新潟英学校を設立した。1887年に成瀬仁蔵によって受洗し、同年成瀬や加藤勝弥らと北越学館を設立して幹事に就任、同年成瀬とともに新潟英和女学校の発起人も務めた。1920年には日本女子大学校賛助会の幹事に就任するなど、生涯成瀬を支援した。

## 主な教師
- ドリマス・スカッダー
- 内村達三郎

## 主な出身者
- 木村清松（日本組合基督教会牧師）
- 山川丙三郎